# Lukas Kunze
Lukas Kunze (* 14. Juni 1998 in Bielefeld) ist ein deutscher Fußballspieler, der seit Sommer 2024 bei Arminia Bielefeld unter Vertrag steht. Kunze spielt im zentralen Mittelfeld.

## Karriere
Lukas Kunze begann seine Karriere beim VfL Theesen in Bielefeld. Von dort aus wechselte er zur Saison 2014/15 in die U17 des FC Schalke 04, wo er in 20 Bundesligaspielen eingesetzt wurde. Schalkes U19-Trainer Norbert Elgert sah danach jedoch keine Voraussetzungen für regelmäßige Einsätze, sodass Kunze zum SV Rödinghausen wechselte, um dort in der A-Jugend-Westfalenliga zu spielen. Bereits als A-Jugendlicher debütierte Kunze in der zweiten Herrenmannschaft in der sechstklassigen Westfalenliga. Im Sommer 2017 rückte er in den Kader der ersten Mannschaft auf, die in der viertklassigen Regionalliga West antrat.
In der Saison 2018/19 nahmen die Rödinghausener erstmals am DFB-Pokal teil. Nachdem in der ersten Runde zunächst Dynamo Dresden geschlagen wurde, scheiterte die Mannschaft in Runde zwei knapp mit 1:2 am FC Bayern München. Am Ende der Saison gewann Kunze mit den Rödinghausenern den Westfalenpokal durch einen 2:1-Finalsieg gegen den SC Wiedenbrück. In der Regionalligasaison 2019/20 gewann Kunze mit Rödinghausen die Meisterschaft. Allerdings verzichtete der Verein wegen der geringen Stadionkapazität und der Infrastruktur auf einen Lizenzantrag für die 3. Liga. Für Rödinghausen absolvierte Lukas Kunze insgesamt 114 Regionalligaspiele, in denen er sieben Tore erzielte. 
Zur Saison 2021/22 wechselte Lukas Kunze zum Drittligisten VfL Osnabrück. Dort gab er daraufhin sein Profiliga-Debüt und konnte sich als Stammspieler durchsetzen. 2023 stieg er mit der Mannschaft in die 2. Bundesliga auf.
Im Sommer 2024 wechselte er zu Arminia Bielefeld.

## Erfolge
- Aufstieg in die 2. Bundesliga: 2023, 2025
- Meister der Regionalliga West: 2019/20
- Westfalenpokalsieger: 2019

## Privates
Lukas Kunze wuchs in Hücker-Aschen, einem Stadtteil von Spenge im Kreis Herford auf. Sein Zwillingsbruder Fabian Kunze ist ebenfalls Fußballprofi.